# يانوسية غبساء

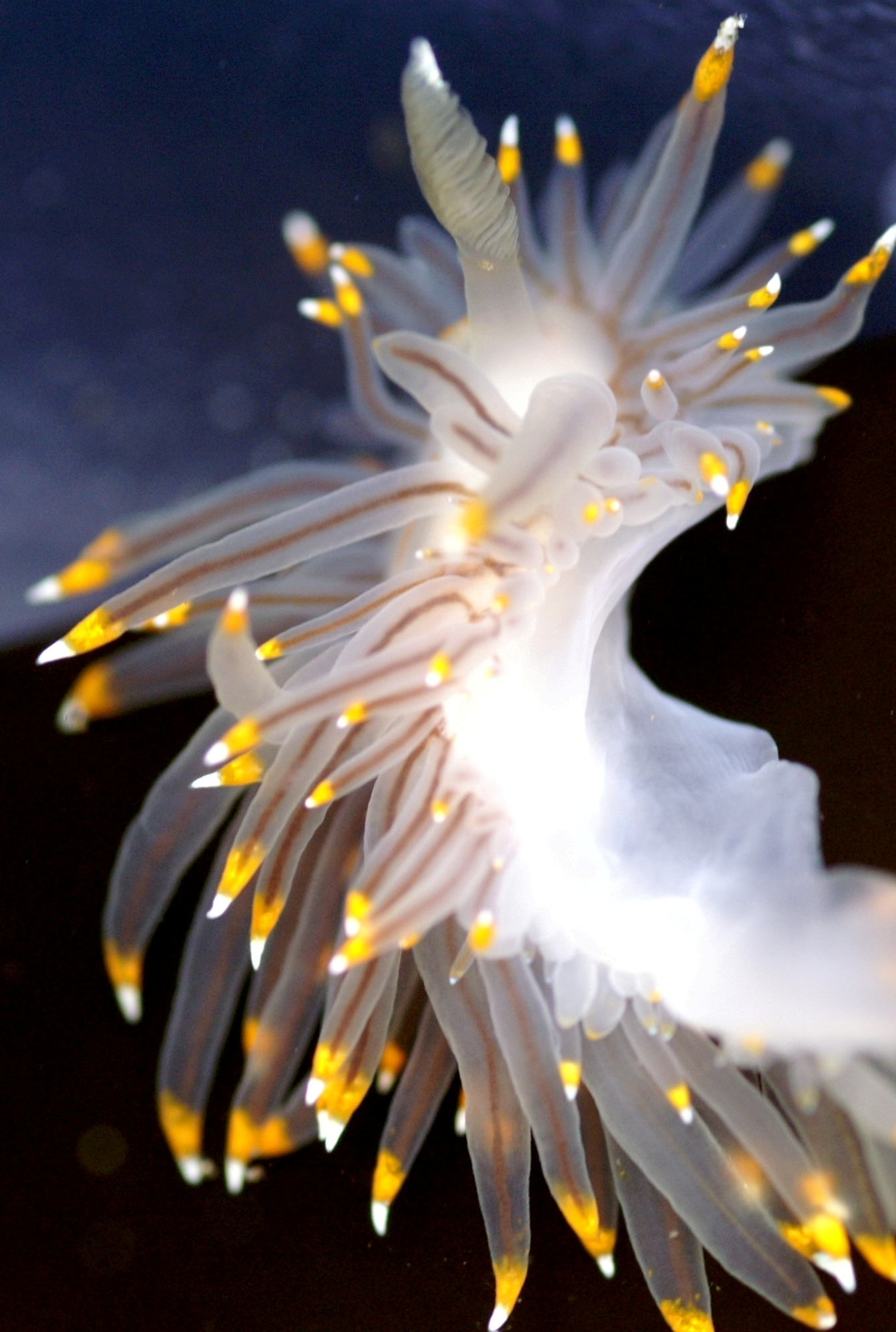
Janolus fuscus, head end towards the top

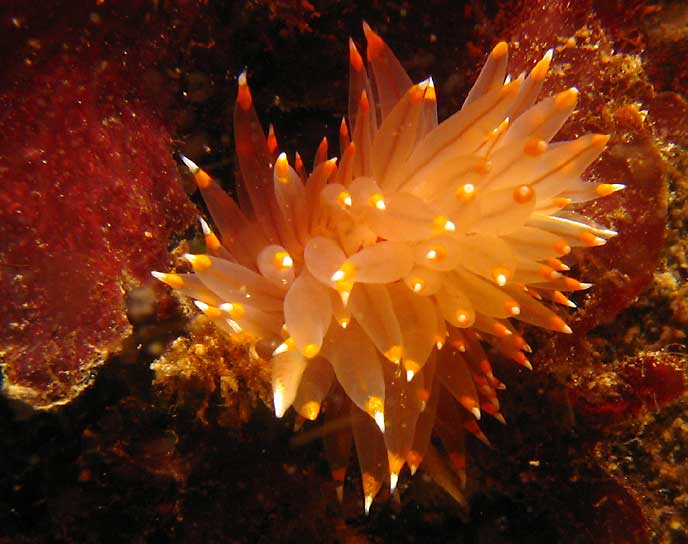
Janolus fuscus

يانوسية غبساء (الاسم العلمي: Janolus fuscus) هي نوع من الحيوانات تتبع جنس اليانوسية من فصيلة ظهريات الشرج.